# Start Orsha
Start är en bandyklubb från Orsha, Belarus. Den är bland de bästa i landet och flera av  spelarna har spelat i det belarusiska bandylandslaget.

## Kända spelare
- Michail Tarasenko
- Vitalij Isatjenko
- Roman Starovojtov